# Tatra revue
Tatra revue (původně Tatra Kabaret) byl kabaret, který vznikl v roce 1930 v bratislavském hotelu Tatra. Bylo to vyhledávané místo s francouzskou restaurací a kavárnou s hudební produkcí. Tu zajišťoval Orchestr Tatra revue, nejprve jako Combo Tatra revue - domovská kapela kabaretu.

## Historie
Hudební těleso založil v roce 1958 Juraj Berczeller, později bylo přejmenováno na Orchestr Juraje Berczellera. Po Berczellerově emigraci do Austrálie v roce 1968 se opět přejmenovalo na "Orchestr Tatra revue". Po něm ho vedl až do zákazu Olda Zeman. Jako sóloví zpěváci se zde postupně vystřídali Zuzka Lonská, Eva Kostolányiová, Zdeněk Kratochvíl, Hana Hegerová, Marcela Laiferová, Tatjana Hubinská, Jozef Krištof, Zdeněk Sychra, Jana Beláková, Eva Sepešiová a mnozí jiní.
Konferenciérem, zpěvákem, bavičem, ale také spoluzakladatelem kabaretu a přímým účastníkem jeho největší slávy byl Michal Belák, otec známé sourozenecké dvojice.[které?]
V budově hotelu Tatra v současnosti sídlí domovská scéna známé satirické dvojice Milan Lasica a Július Satinský, Štúdio L+S.